# شهاب الدين أحمد (لاعب كرة قدم)
شهاب الدين أحمد سعد أحمد سعد (22 أغسطس 1990 - )هو لاعب كرة قدم مصري يجيد اللعب في مركز خط الوسط، كما اشتهر بتسديداته القوية.
بدأت مسيرة شهاب الدين أحمد في فرق الناشيئن بالنادي الأهلي لسن 18 سنة ثم فريق 20 سنة حتى انضم للفريق الأول بالنادي. و قد لقب بالجزار للهدف الذي احرزه في الاتحاد الليبي بالدور ال16 ببطولة افرقيا للاندية ابطال الدوري وكان بالدقائق الأخيرة للمباراة وكان السبب في صعود النادي الاهلي للدور ال 8. وفي يوليو 2014، قرر النادي الأهلي الاستغناء عنه رفقة السيد حمدي وأحمد شديد قناوي وأحمد رؤوف وأحمد نبيل مانجا.
لينتقل في أغسطس 2014 لنادي طلائع الجيش، ولكنه لم يستمر طويلا معه لعدم مشاركته بشكل أساسي. فانتقل لنادي بتروجيت في يناير 2015 بعد أن سدد 700 ألف جنيه قيمة الشرط الجزائي. ثم انتقل لفريق الانتاج الحربي في أغسطس 2015.
على المستوى الدولي، شارك شهاب مع المنتخب المصري للشباب دون 21 عاماً ضمن فعاليات كأس العالم للشباب تحت 20 سنة 2009 التي أقيمت في مصر.